# Garrovillas
Garrovillas är en ort i Spanien.   Den ligger i provinsen Provincia de Cáceres och regionen Extremadura, i den centrala delen av landet, 260 km väster om huvudstaden Madrid. Garrovillas ligger 328 meter över havet och antalet invånare är 2 390.
Terrängen runt Garrovillas är lite kuperad. Runt Garrovillas är det glesbefolkat, med 11 invånare per kvadratkilometer. Garrovillas är det största samhället i trakten. Trakten runt Garrovillas består i huvudsak av gräsmarker.